# La vita di Leonardo da Vinci
La vita di Leonardo da Vinci è uno sceneggiato televisivo Rai a sfondo biografico sulla vita di Leonardo da Vinci del 1971, scritto e diretto da Renato Castellani ed interpretato da Philippe Leroy. Il film, divenuto una pietra miliare tra gli sceneggiati Rai, è basato in gran parte sulla biografia di Leonardo elaborata da Giorgio Vasari nel suo Le vite de' più eccellenti pittori, scultori e architettori.

## Trama
Il film a puntate ripercorre interamente e con dovizia di particolari tutta la vita di Leonardo da Vinci, dalla sua nascita sino alla morte in Francia tra le braccia del re Francesco I.
La particolarità della serie sta nella presenza del narratore (Giulio Bosetti) che, oltre a raccontare la storia, è presente fisicamente nelle scene e, occasionalmente, interagisce con le comparse. Questa situazione venne utilizzata in chiave comica da Raimondo Vianello in uno sketch, in cui un ingombrante narratore importunava tanto Leonardo da fare si che questi riprendesse i suoi studi di anatomia (frase citata dal narratore disteso e legato su un tavolo di anatomia).

## Distribuzione
Lo sceneggiato è andato in onda in cinque puntate dal 24 ottobre al 21 novembre 1971, sul Programma Nazionale. Fu realizzato a colori, nonostante la Rai all'epoca non avesse ancora adottato tale tecnica, in un ottica di distribuzione internazionale dell'opera. Le trasmissioni a colori in Italia partirono ufficialmente soltanto nel 1977: per l'occasione, lo sceneggiato venne ritrasmesso per permettere al pubblico di vederlo a colori.
Lo sceneggiato ha poi avuto distribuzione in DVD.
Lo sceneggiato è disponibile anche su RaiPlay.